# Huitoto (pleme)
Huitoto (Uitoto, Witoto).- Glavno pleme porodice Huitotoan nastanjeno u zapadnom bazenu Amazone u jugoistočnoj Kolumbiji i susjednom sjevernom Peruu. Huitoti su u širem smislu podijeljeni na kojih tideset plemena (31), koja se bave ribolovom (kanua nemaju), stanuju u selima koja se sastoje od jedne velike kolektivne kuće s oko 100 osoba srodnih po muškoj liniji. Kulturi Huitota koja pripada tropskoj kišnoj šumi, pripadaju signalni bubnjevi, puhaljka kojom se služe u lovu i odjeća koja se izrađuje od tape, učinjene od unutarnje kore drveta. Žene tradicionalno hodaju gole, a oba spola prakticiraju bojanje tijela, ponekad od ramena pa do gležnja. rat je uobičajena pojava kod njih, i načina dolaska do ratnih zarobljenika, od kojih su stariji bili pojedeni i mlađi su se čuvali u zarobljeništvu. Kanibalizam je bio ograničen na muškarce, a razlozi su magijsko-religiozni, vjerojatno prijenosna magija kakvu nalazimo u raznim kulturama, kao kod Kansa i Carib Indijanaca. Šamani su u vezi s duhovima, bave se bajanjem i liječenjem bolesti oboljelih. Kućanstvo sačinjavaju muž kao glava obitelji, njegovih sinova, njegovih žena i nevjenčane djece. Preferira se brak s kćerkom majčine sestre.

## Lokalne grupe
Glavna preživjela plemena su Bora (?; možda su samostalni); Miranha (ovi pripadaju u Boran); Ocaina; Orejon; i Huitoto vlastiti. 
Huitoto vlastiti dalje su podijeljeni na više skupina, to su: 
- Huitoto Murui (Uitoto Murui, Búe), u peruanskom departmanu Loreto; kolumbijskoj comisaríji Amazonas, na rijekama Cará-Paraná, Igaraparaná, La Chorrera i San Francisco [pritoka rijeke Putumayo]; i u Brazilu na rezervatima AI Méria, AI Miratu s plemenom Miranha u državi Amazonas.
- Huitoto Meneca (Mïnïka) žive u peruanskom departmanu Loreto, u distriktima Putumayo, Cahuapanas i Napo, te u kolumbijskom departmanu Amazonas na río Caquetá (Isla de los Monos) i na río Caguan.
- Huitoto Muinane (Nïpode) na rijeci Caquetá u Kolumbiji i peruanskom departmanu Loreto se ne smiju brkati s Muinane-Bora. Huitoto Muinane imaju oko 100 govornika u Peruu (1992) a locirani su na rijeci Ampiyacu u provinciji Maynas. U Kolumbiji je broj govornika nešto veći.

Od nekih 50,000 izvornih Huitota, preostalo ih je osamdesetih godina kojih 3,000.

## Vanjske poveznice
- Witoto
- Witoto  Arhivirana inačica izvorne stranice od 5. veljače 2007. (Wayback Machine)
- Huitoto Indians  Arhivirana inačica izvorne stranice od 11. rujna 2006. (Wayback Machine)
- Huitoto Village in Peru Our First Stop (slike)
- Foto galerija